# Schönebeck (Elbe) (stacja kolejowa)
Schönebeck (Elbe) – stacja kolejowa w Schönebeck (Elbe), w kraju związkowym Saksonia-Anhalt, w Niemczech. Znajdują się tu 2 perony.